# Marlins Puerto de la Cruz
I Marlins Puerto de la Cruz Club de Béisbol y Sófbol, conosciuti anche come Tenerife Marlins, sono una squadra di baseball spagnola con sede a Puerto de la Cruz, sull'isola di Tenerife delle Canarie. Militano nella División de Honor, massimo campionato spagnolo.

## Storia
La società fu fondata il 1º maggio 1997; già cinque anni dopo, da neopromossa nella División de Honor, riuscì ad arrivare terza in campionato. Piazzatisi secondi nelle due stagioni seguenti, nel 2004 i Marlins vinsero la Coppa CEB contro lo Zagabria BC e nel 2005 il primo titolo nazionale, che ottennero ancora nei successivi quattro anni. Nel frattempo cominciarono i successi anche nella Coppa del Re, dove prevalsero nel 2007 e in ogni edizione dal 2009 al 2013. Da quest'ultima stagione al 2019, ogni anno furono nuovamente campioni di Spagna, fatta eccezione per il 2016, quando il loro dominio venne interrotto dagli Astros Valencia.
Dopo il secondo posto del 2020, nel 2021 hanno disputato la prima Spanish Series della storia contro gli Astros, vincendola per 3 gare a 2. Dal 2014 al 2022 hanno invece perso tutte le 7 finali disputate di Coppa del Re, arrendendosi soprattutto al Sant Boi e agli Astros.
Nella stagione 2023 arriva il secondo successo in Coppa CEB, nella quale i Marlins si sbarazzano di tutti gli avversari con nette vittorie.

## Palmarès
- Campionati spagnoli: 13

2005, 2006, 2007, 2008, 2009, 2013, 2014, 2015, 2017, 2018, 2019, 2021, 2022
- Coppe del Re: 6

2007, 2009, 2010, 2011, 2012, 2013
- Coppa CEB: 2

2004, 2023

### Altri piazzamenti
- División de Honor:

Secondo posto: 2003, 2004, 2016, 2020
- Coppa del Re:

Finalista: 2014, 2015, 2016, 2017, 2018, 2021
- Coppa CEB:

Finalista: 2005
Terzo posto: 2022